# Snow (öl)

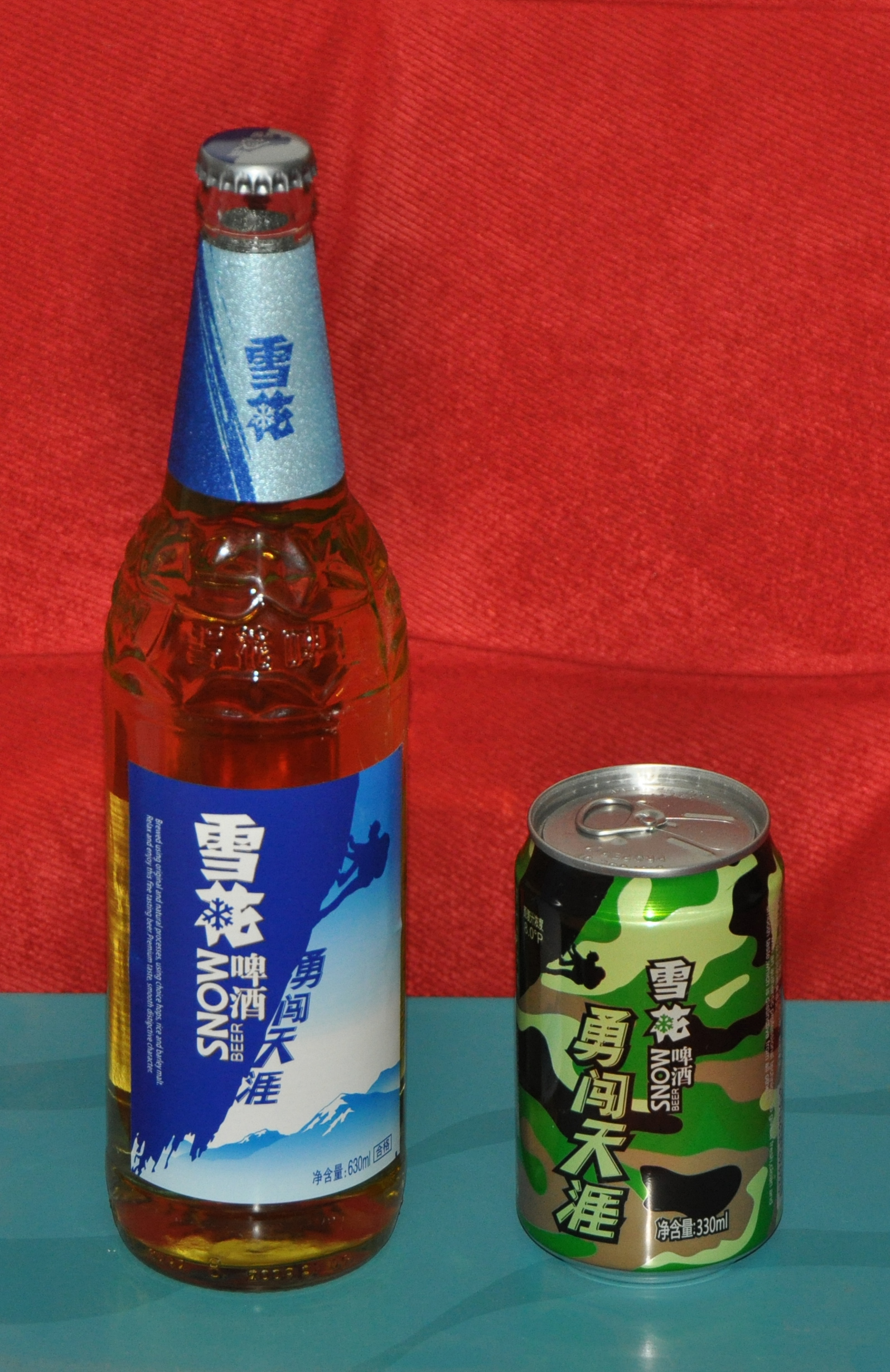
En flaska och en burk av märket Snow.

Snow (雪花啤酒, pinyin Xuěhuā píjiǔ, ordagrant översatt Snöflingeöl) är ett ljust lageröl från Kina. Sedan 2008 toppar det listan över världens mest sålda ölmärken, räknat efter volym.

## Historik
Öl med det kinesiska namnet Xuehua pijiu tillverkades från 1957 i Shenyang i  Liaoning-provinsen i nordöstra Kina. Dagens storsäljande Snow-öl har samma kinesiska namn. Det lanserades 1993 och tillverkades från 1994 av ett samriskföretag med Londonbaserade SAB (South African Breweries), senare SABMiller som utländsk partner. År 2016 stod SABMiller för 49 % av aktiekapitalet.
Samarbetet med SABMiller ledde till en mycket snabb tillväxt. Från en start med 3 bryggerier 1993 tillverkades Snow 2014 på mer än 90 platser i Kina. Detta avspeglar ett ökat öldrickande inom den kinesiska medelklassen, men kopplas inte minst till uppköp av lokala bryggerier i folkrika men ekonomiskt mindre utvecklade delar av Kina. Man har på det sättet övertagit marknadsandelar till lokala ölmärken samt byggt upp sin tillverkningskapacitet till lägre kostnad än sina konkurrenter, som satsade på växt inom landets traditionella storstadsområden.
När SABMiller 2016 köptes av sin konkurrent Anheuser-Busch Inbev var det en förutsättning att Snow inte skulle ingå i köpet. Det blev i stället ett rent kinesiskt företag.  Sedan 2018 har Snow åter en utländsk delägare i Heineken, som äger 40 procent av aktiekapitalet.

## Ölet
Snow-är har karakteriserats som "American Light", det vill säga som ett lågkaloriöl av amerikansk typ. Det framställs i olika varianter, där de vanligaste har en alkoholhalt på 2,5 volymprocent. Dessa kan således jämföras med alkoholsvagt svenskt folköl. Turister från västvärlden, som förväntar sig något annat, ger det gärna låga betyg.
Snow-ölet är mycket svåråtkomligt utanför Kina. Den brittiska postorderleverantören Drinks & Co, har haft en sida för ölet, där det betecknades som icke tillgängligt (out of stock). Sidan beskrev en exportvariant med 3,5% alkoholhalt.